# Factory Instrumentation Protocol
Pour les articles homonymes, voir FIP.
Factory Instrumentation Protocol ou FIP, est un bus de terrain ayant pour but de permettre l'échange d'informations entre capteurs, actionneurs et automates de différents constructeurs. C’est donc un réseau ouvert. L’échange des informations entre les différentes entités connectées au réseau s’effectue en utilisant le modèle Producteur/Distributeur/Consommateur.

## Historique
Le réseau FIP a été initié en France en 1982 (groupe de travail sur les RLI) ; il s’est développé dans le monde entier dès 1990 pour devenir WorldFIP. Aujourd’hui, FIP est une norme française (UTE NF C 46-601) et internationale (norme IEC) adaptée aux exigences de communication « temps réel » pour la mise en œuvre d’automatismes répartis. La norme FIP satisfait aux besoins spécifiques des bus de terrain et des réseaux de cellule.
Vitesses du bus :
31,25 kbit → 5 km, 1 Mbit → 1 km, 2,5 Mbit → 500 m, 5 Mbit → 300 m.
Ce réseau est aujourd'hui sur le déclin. Il n'est plus maintenu que pour quelques clients isolés soit pour une raison historique soit pour certaines caractéristiques le différenciant des autres réseaux industriels, notamment son côté déterministe et la résistance de ses composants aux radiations.
Citons la possibilité de synchronisation de plusieurs maîtres et la distance maximale sans répéteur. Par ailleurs, il se prête très bien à toutes sortes d'expérimentations, aspect n'étant pas toujours synonyme d'interopérabilité...

## Composition du sous-groupe RLI-FIP (1982 - 1984)
Le sous-groupe de travail a défini les premières spécifications, publiées en 1984 dans un livre blanc.
- Robert Berthoumieux (Ministère de la recherche et de la technologie)
- Jean-Michel Cour (Gixi)
- Michel Dang (IMAG / CNET)
- Marc Desjardins (EXERA)
- Jean Duby (COMSIP)
- Dominique Galara (EDF)
- Jacques Le Gallais (Bailey Control)
- Gérard Michel (CNET)
- Pierre Peinturier (CGEE-Alsthom )
- David Powell (LAAS)
- Jacques Taillebois (MCB)
- Jean-Pierre Thomesse (INPL)

## Éléments de reconnaissance internationale
- Le Centre européen de recherches nucléaires utilise le protocole WorldFIP pour le Large Hadron Collider (LHC)[2].
- Le prix ABB Lifetime Contribution to Factory Automation Award a été remis à Jean-Pierre Thomesse en septembre 2014[3], notamment pour "sa contribution à la conception du système FIP (Factory Instrumentation Protocol)".